# 正道官衙遺跡
正道官衙遺跡（しょうどうかんがいせき）は、京都府城陽市寺田正道にある大規模な複合遺跡。国の史跡に指定されている。

## 歴史

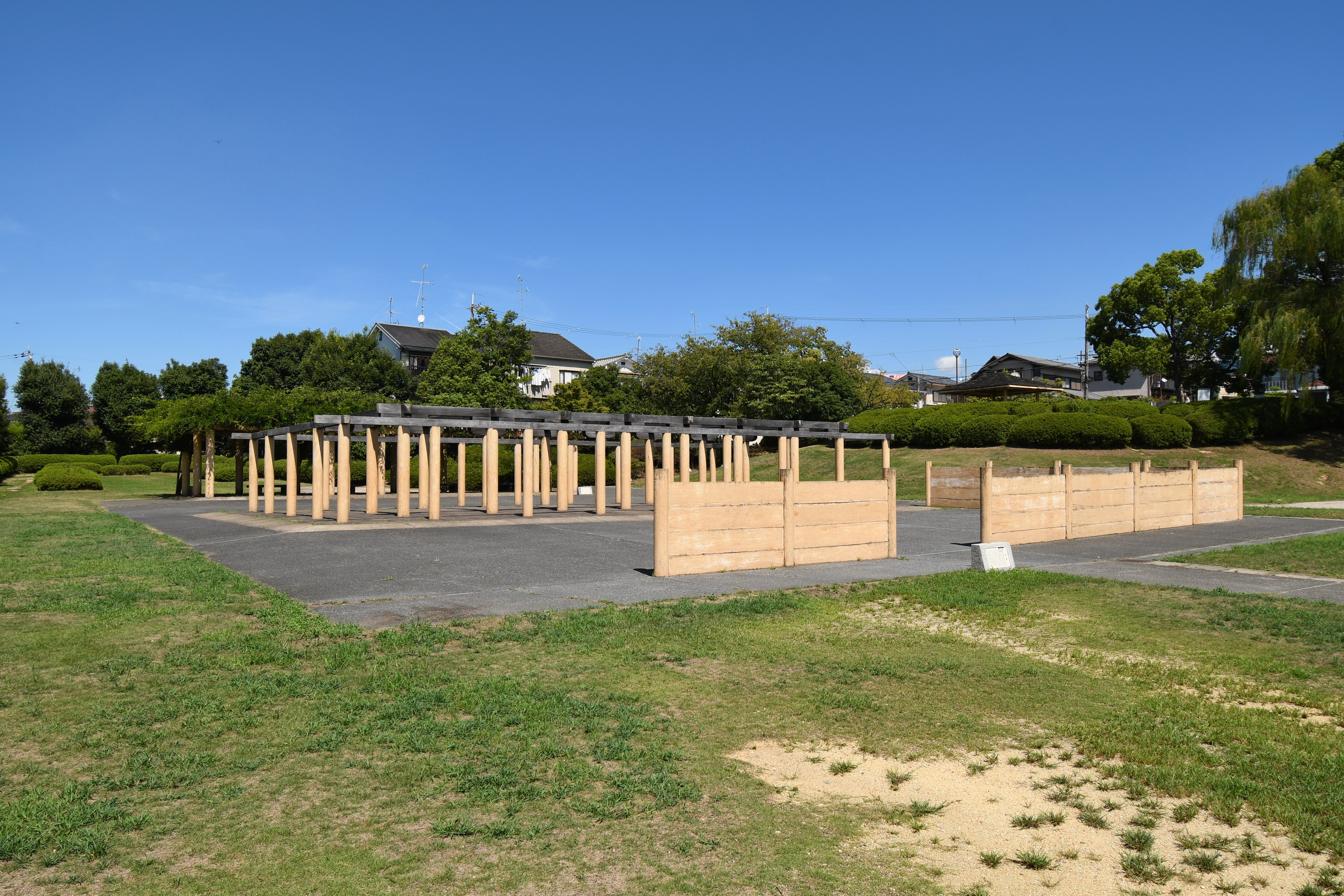
庁屋（中央）・副屋（左奥）

標高40メートルから50メートルの南向きの台地上にある。1965年（昭和40年）、台地西端の池畔で瓦片や土器片が見つかり、古代寺院があったと推定され、当初は地名をとって「正道廃寺跡」と名付けられた。1973年（昭和48年）2月からの大規模な発掘調査で寺院跡とみるより奈良時代の郡衙（役所）中心部分と推定される掘立柱建物群跡が見つかり、1974年（昭和49年）には「正道遺跡」（しょうどういせき）と改名された。その後、付近では部分的な発掘調査を続けた結果、遺跡西側にも建物群跡のあることが分かっている。
この遺跡は、5世紀の小規模な古墳と、6世紀後半から7世紀にかけての集落遺構、そして7世紀以降の整然と配置された大型の掘立柱建物群からなる官衙遺構などが重なりあう複合遺跡となっている。特に、官衙遺構は、歴史・地理的背景や出土遺物などから、奈良時代の山城国久世郡の郡衙中心部であると推定される。1974年（昭和49年）9月12日に城陽市では最初に国の史跡に指定され、翌年3月に史跡地全体の約10,850平方メートルが公有化された。
この遺跡は、発掘調査後、埋め戻されて長い間広場になっていた。その後、遺跡の保存と活用を図りながら、積極的にまちづくりに生かしていこうという機運が高まり、1989年（平成元年）2月に文化庁の指導を得てこの遺跡を含む城陽市内全5か所の史跡整備構想が策定された。そして、翌年にはこの官衙遺跡の整備基本計画が作られ、1991年（平成3年）10月から整備工事が着工され、1992年（平成4年）11月に工事が完成し、史跡公園として遺構の一部が復元され芝生や万葉植物を配した広場として整備されている。

## ギャラリー

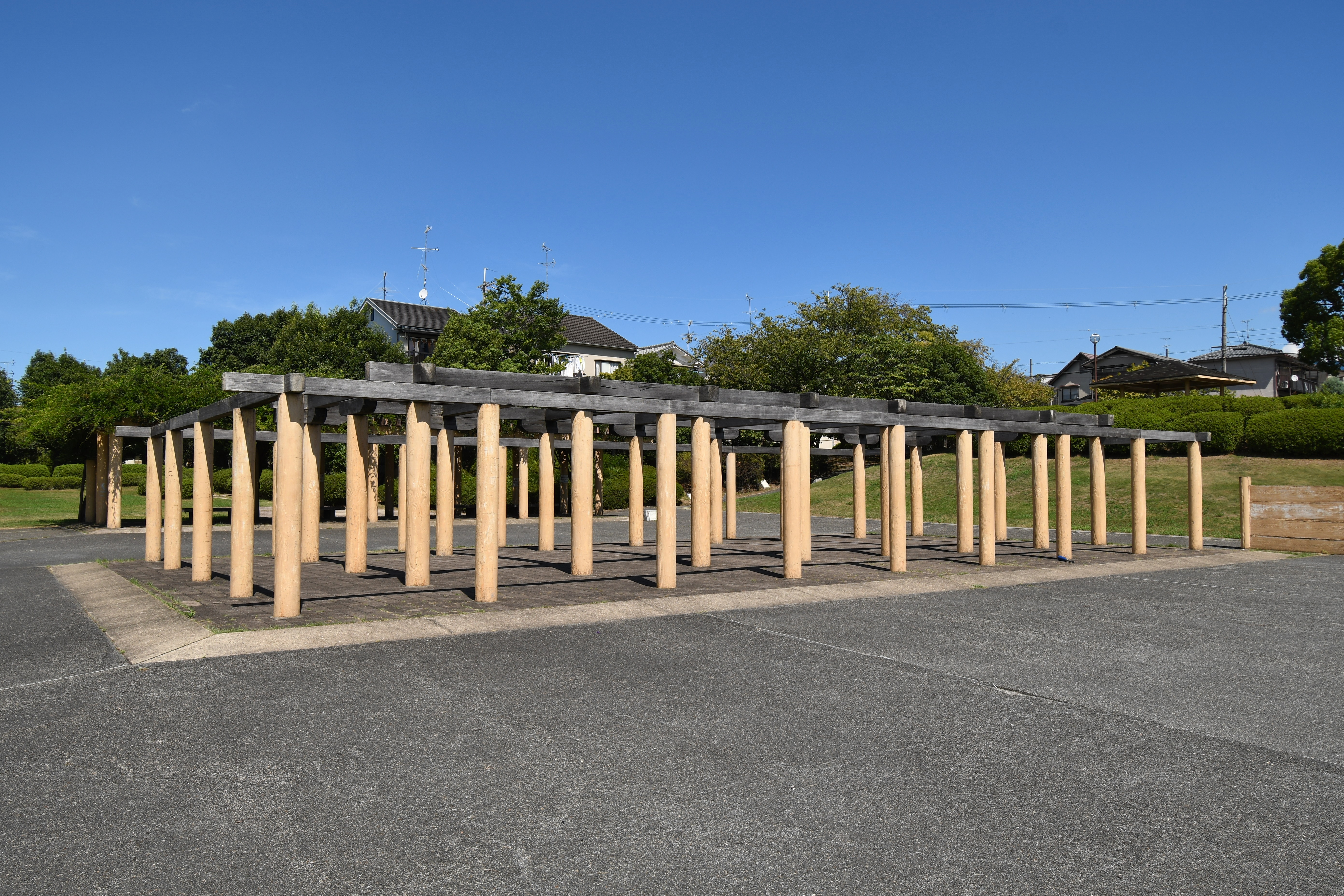
庁屋
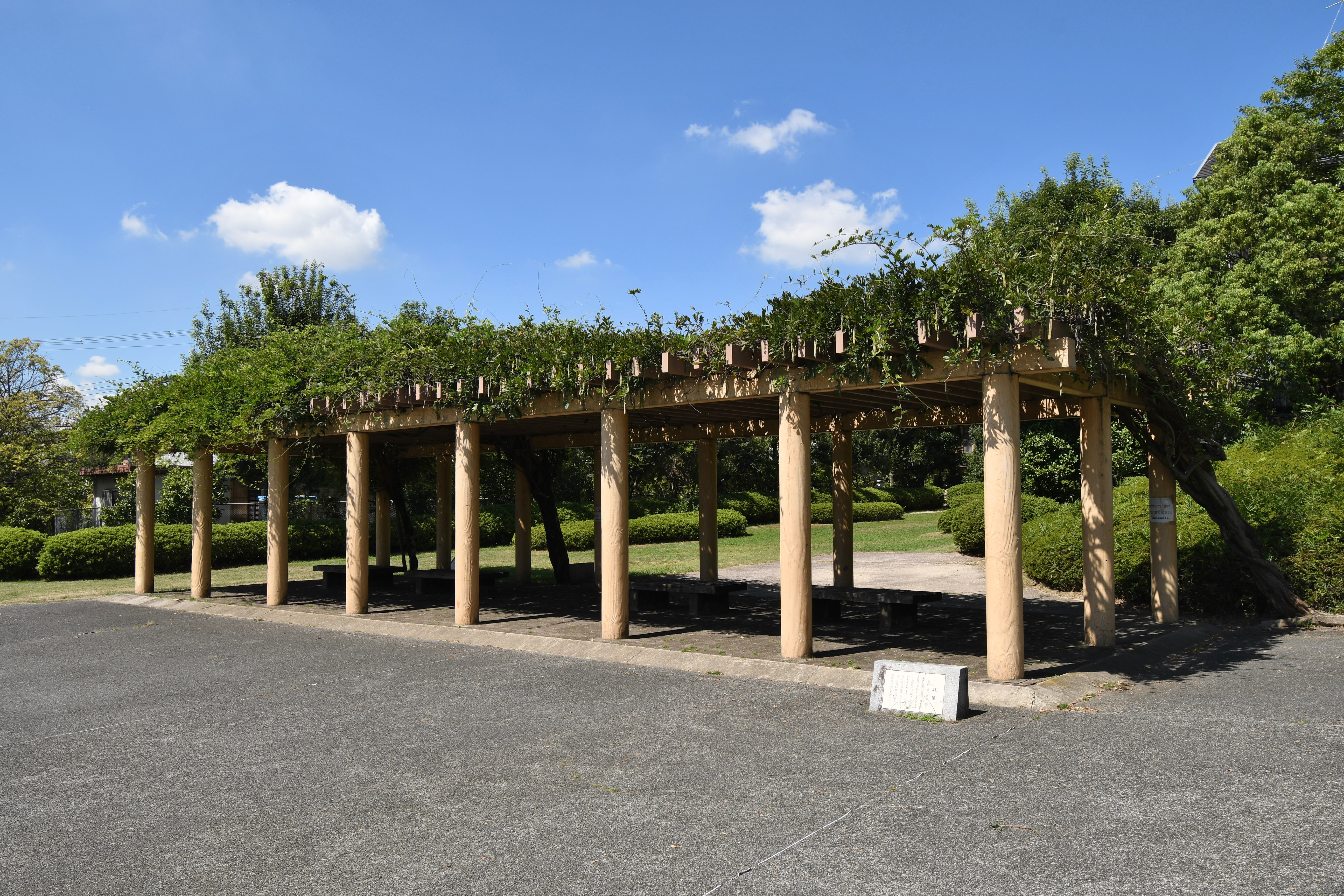
副屋
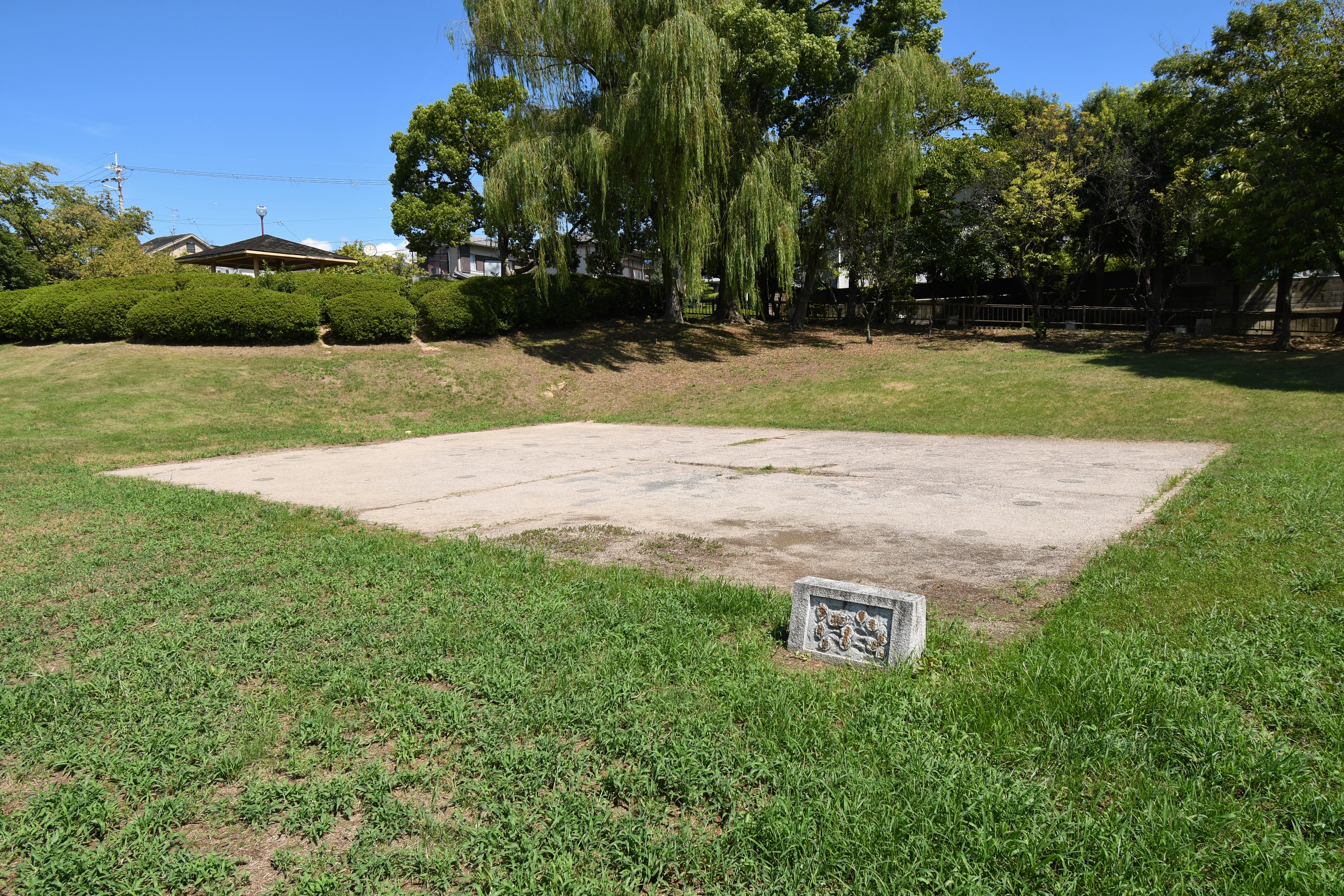
東屋
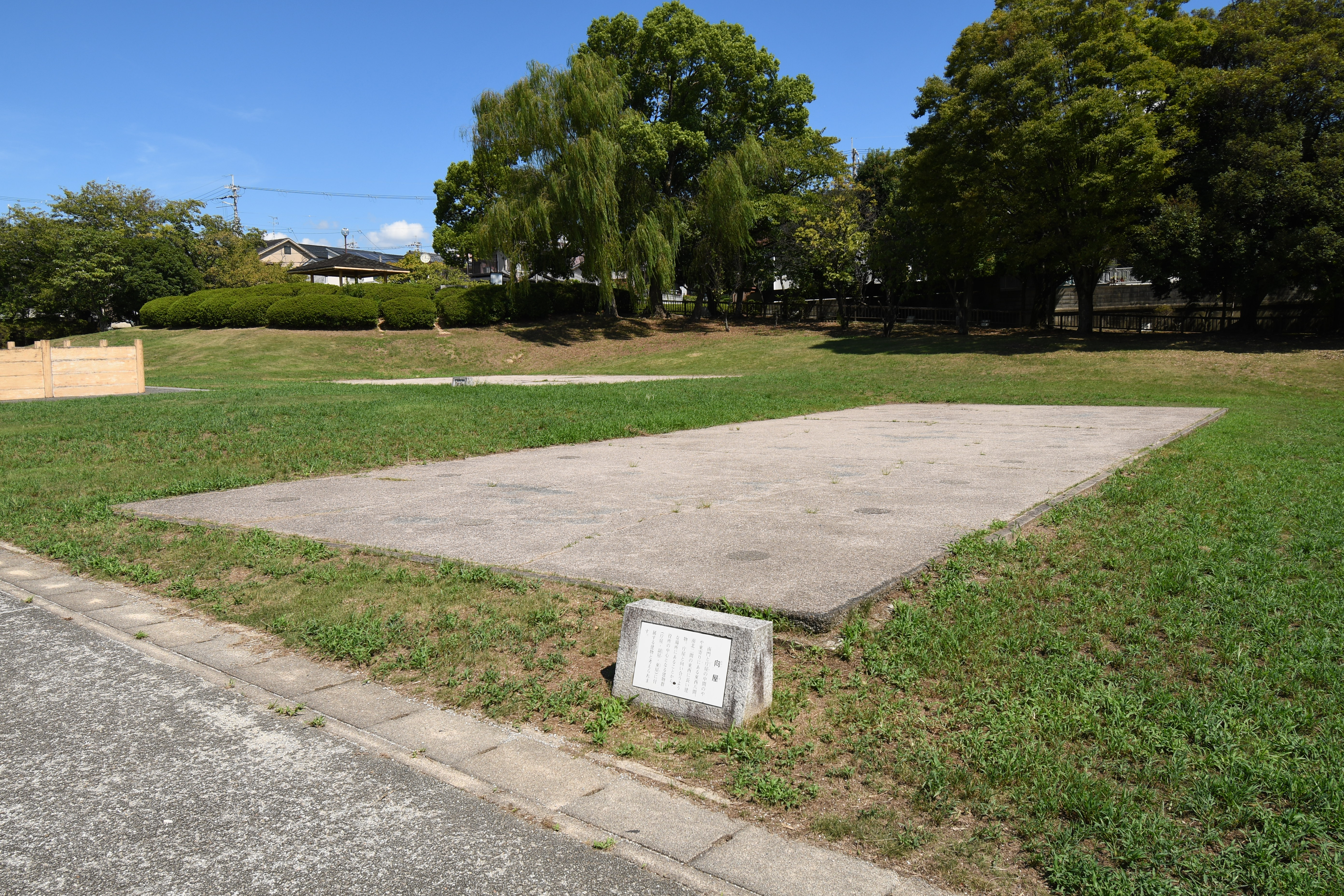
向屋
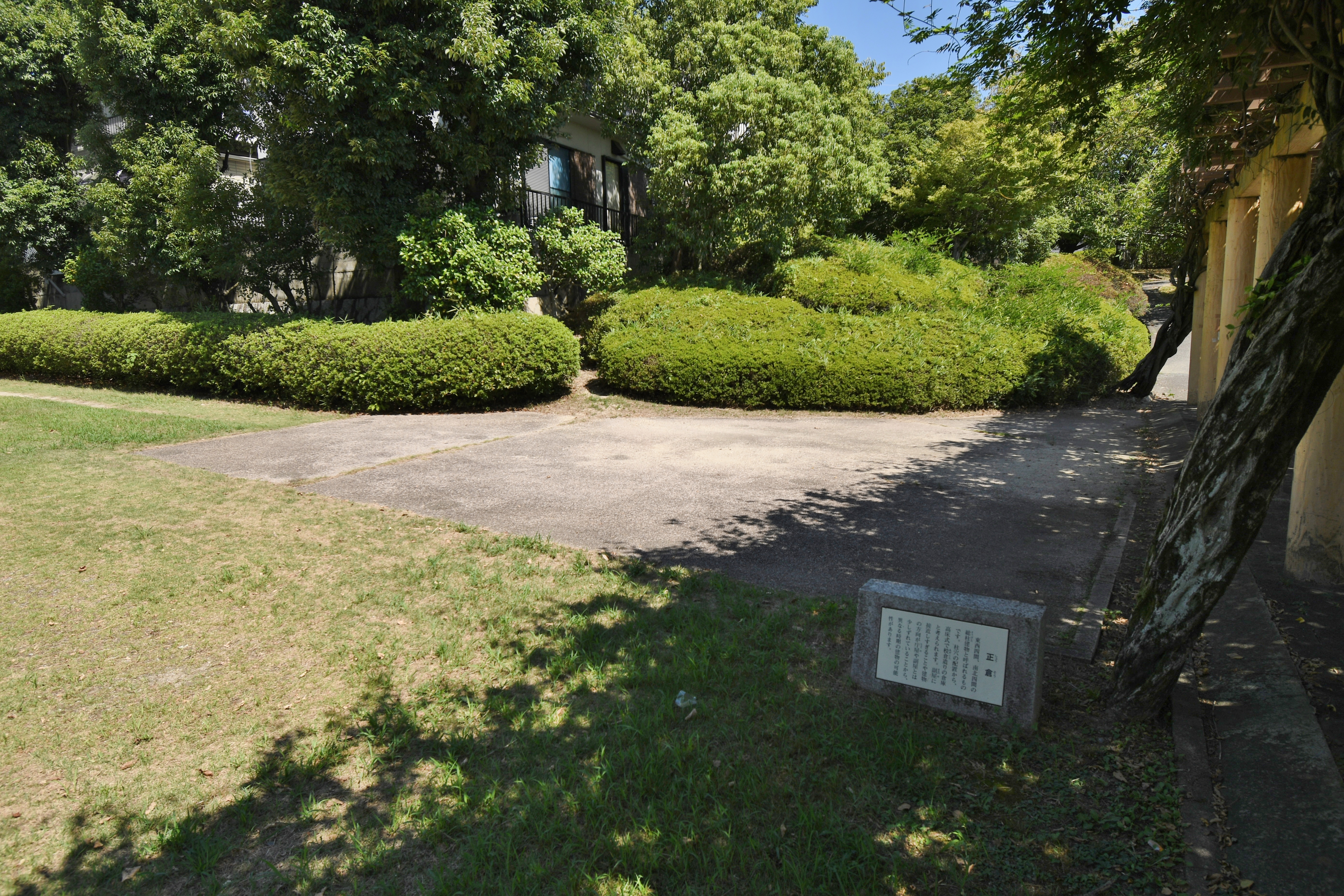
正倉
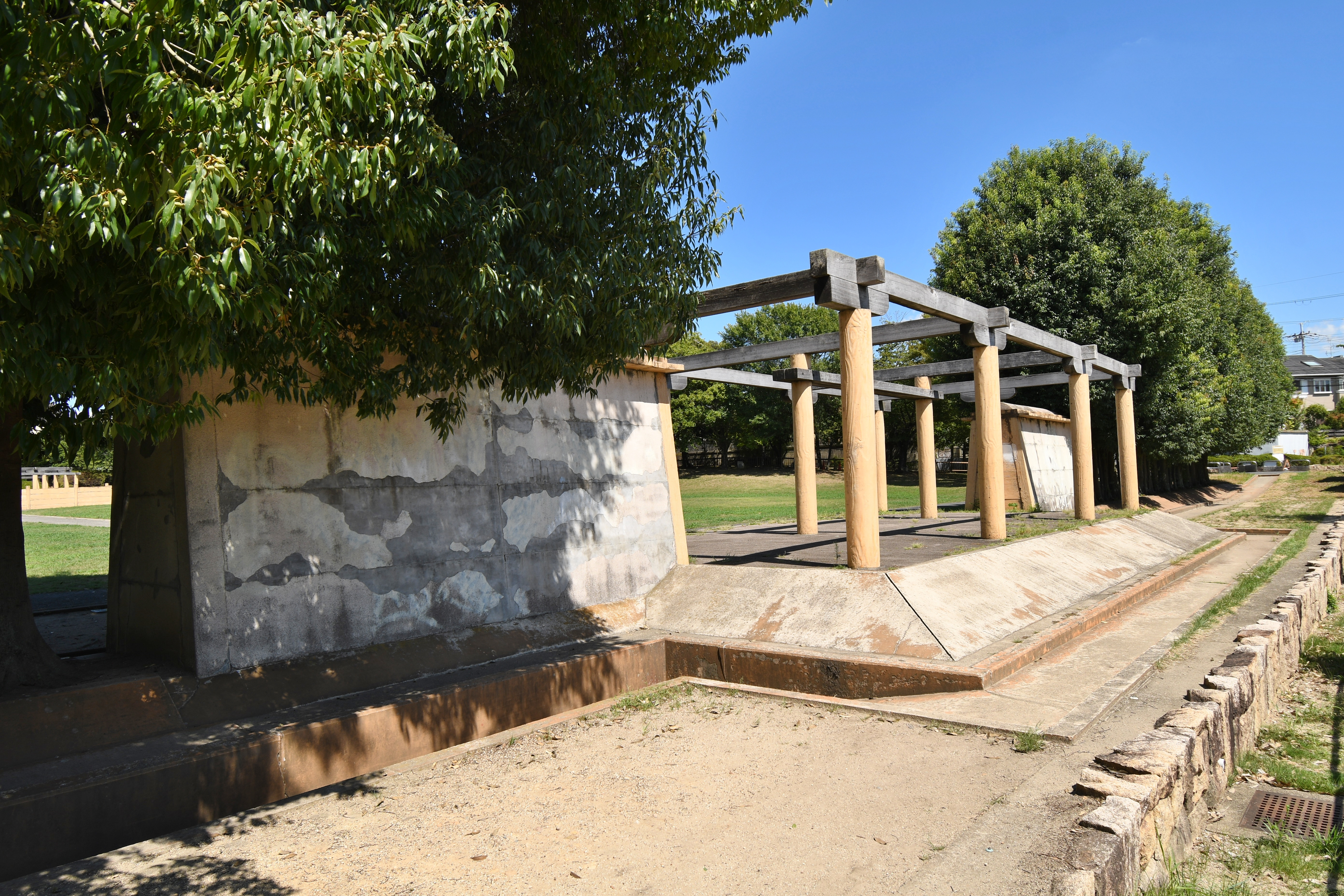
南門

## アクセス
- JR奈良線 城陽駅から徒歩約10分